# FIFA Fever
FIFA Fever é um documentário estadunidense sobre as copas do mundo entre 1930 e 2002. Foi lançado em 2005 pela FIFA em comemoração ao seu centenário (1904/2004), e produzido por Paul Redman, Peter Spring e Phil Williams.
O DVD traz, organizado em vários capítulos, os maiores momentos da história de todas as Copas do Mundo como os maiores gols, defesas, jogadores e seleções que entraram para a história de todos os mundiais até 2002. O Brasil se destaca em todas, principalmente nas copas de 1958 e 1970, com muitos gols feitos.
Ele também traz um bônus contando a história da copa de 1930, mostrando imagens inéditas feitas por pessoas de dentro do Estádio Centenário em Montevidéu.